# Бордя
Бордя (рум. Bordea) — село у повіті Нямц в Румунії. Входить до складу комуни Штефан-чел-Маре.
Село розташоване на відстані 290 км на північ від Бухареста, 14 км на північний схід від П'ятра-Нямца, 84 км на захід від Ясс.

## Населення
За даними перепису населення 2002 року у селі проживали 217 осіб, усі — румуни. Усі жителі села рідною мовою назвали румунську.